# Phoradendron albert-smithii
Phoradendron albert-smithii är en sandelträdsväxtart som beskrevs av William Trelease.
Phoradendron albert-smithii ingår i släktet Phoradendron och familjen sandelträdsväxter. Inga underarter finns listade i Catalogue of Life.